# Sally Hardesty
Sally Hardesty es un personaje ficticio de la franquicia de películas The Texas Chainsaw Massacre. Hizo su primera aparición en The Texas Chain Saw Massacre (1974), en la que fue interpretada por la actriz Marilyn Burns.

## Apariciones

### The Texas Chainsaw Massacre (1974)
En The Texas Chain Saw Massacre de 1974, Sally y su hermano parapléjico viajaban junto a sus otros tres amigos Jerry, Kirk, y Pam a visitar la tumba de su abuelo, que fue reportado como robada. Luego se dirigen a visitar la antigua casa de su familia y, siguiendo su camino, recogen a un autoestopista quien, debido a su extraño comportamiento. es obligado a salir del auto. Se detienen en una gasolinera para recargar, pero el dueño dice que todas las cajas están vacías. Posteriormente, deciden volver hacia la misma gasolinera. Al llegar, bajan del auto y Kirk y Pam oyen un generador en funcionamiento y deciden seguirlo. Siguiendo el sonido, se topan con una casa cercana que resulta pertenecer a la familia Sawyer, la familia de Leatherface. Kirk, Pam y Jerry son asesinados por el mismo Leatherface mientras que Sally y Franklin empiezan a preocuparse por la demora de ellos y desde ahí salen a buscarlos. En medio de la oscuridad Franklin es asesinado por Leatherface, Sally logra huir pero es capturada por Drayton Sawyer y el autoestopista que resultar también ser miembro de la familia, Nubbins Sawyer. Sally es atada en una silla del comedor de la casa pero logra huir tras aventarse por la ventana. Es perseguida por Nubbins y Leatherface pero Nubbins muere al ser atropellado por un camión. Leatherface sigue persiguiéndola, pero Sally logra huir al ser recogida por un auto que venia en camino.

### Menciones en entregas posteriores
En The Texas Chainsaw Massacre 2 de 1986, Sally es mencionada en el inicio y se revela que quedó traumatizada por todos los eventos sucedidos en la primera película, tanto así que fue internada ya que entró en un estado catatónico. En esta película se revela que su nombre completo es Sally Hardesty-Enright, el segundo apellido es correspondiente a su tío Lefty Enright, que aparece en esta misma y está en busca de venganza a la familia Sawyer por lo sucedido a sus sobrinos.   
En Leatherface: Texas Chainsaw Massacre III de 1990, se dice que Sally murió en un centro de rehabilitación privado en 1977. Sin embargo, los acontecimientos de la primera película y su secuela dejaban muy claro que Sally permanecía con vida, en la segunda aclaraba que se encontraba en un estado delicado pero que cada vez iba estando en menor preocupación, por lo que es definitivo que nunca se conocieron las causas de su muerte en esta entrega.
En The Texas Chainsaw Massacre: The Next Generation de 1995 Sally tiene un pequeño cameo al final de la película, siendo interpretada por la misma actriz, se muestra cómo la llevan en una camilla mientras sigue traumatizada por los eventos de la primera película. Esto hace caso omiso a la tercera película donde confirman su muerte tres años después de la primera, quitándole el sentido al transcurso de su historia entre estos dos. 
The Texas Chainsaw Massacre de 2003 es un remake de la primera película y en esta su nombre es cambiado a Erin Hardesty conservando su apellido original. Esta vez no cuenta con un hermano parapléjico y es guiada a una historia bastante diferente a la de la primera entrega, con hechos muy notables como cortárle un brazo a Leatherface y rescatar a un bebé secuestrado por su familia. Aquí fue interpretada por Jessica Biel.  
The Texas Chainsaw Massacre: The Beginning de 2006 es una precuela del remake de 2003, ambientada en todos los eventos anteriores de la cual Erin no forma parte. 
Texas Chainsaw 3D de 2013 retoma la versión de la primera película. Esta vez Sally solo hace un cameo al principio, el cual es un flashback de la última parte de la primera entrega. 
Leatherface (película) de 2017 es la precuela de la cinta original. Sally no aparece, pero al principio de la película aparece Ted Hardesty (su futuro padre), quien está con su novia Betty Hartman en la camioneta mientras van a la preparatoria. Por un descuido casi atropellan a Jed (Leatherface) siendo niño, y disfrazado de cerdo, quien pide que lo ayuden. Cuando Betty lo sigue es asesinada por los hermanos de Jed, Ted llama a la policía y queda destrozado por la muerte de su novia. Durante el resto de la película no se sabe más de él.
Texas Chainsaw Massacre de 2022 es otra secuela de la original, que ignora las demás entregas. En esta versión, se muestra a una versión envejecida de Sally, quien es interpretada por la actriz Olwen Fouéré. Han pasado casi 50 años después de la masacre de 1973, Sally, que ahora es una guardabosques y vive en una granja, se entera de que Leatherface ha regresado atacando a un grupo de influencers. Sally, preparada con armas, va al pueblo de Harlow en busca de venganza. Allí logra salvar a unas chicas, Melody y Lila, que estaban escapando de Leatherface. Sally, armada, va a la casa de Leatherface donde le apunta haciéndole recordar lo que le hizo a sus amigos, pero este no la recuerda, dejándola sorprendida. Mientras Leatherface ataca a las chicas Sally le empieza a disparar pero sin tener balas, Leatherface le pasa la motosierra en el estómago dejándola herida. Aun con vida, le termina de disparar a Leatherface, antes de morir, Sally anima a Lila de que termine con Leatherface usando su escopeta.

## Recepción
Este personaje ha sido considerado como uno de las más grandes protagónicas del cine de terror clásico. John Hughes dio su evaluación, diciendo que:

Pocos personajes femeninos que pasan por una desgarradora experiencia como Sally Hardesty es un ejemplo que fuerza a otros directores y los tovican para crear mas cine de terror del genero slasher

Lisa Fermont también dio una gran evaluación al llamar a Sally como su último personaje femenino favorito, diciendo: "Todo lo que Sally se puso a través de está drenando mental, emocional y físicamente, pero la chica se las arregla para sobrevivir." Rob Galluzzo dio su punto de vista diciendo que Sally no era un personaje final de una película si no, un sobreviviente más.